# Simón de la montaña
Simón de la montaña  és una pel·lícula dramàtica argentina Coming-of-age del 2024 dirigida i coescrita per Federico Luis en el seu debut com a director. És protagonitzada per Lorenzo Ferro com un jove solitari que esdevé part d'un grup d'adolescents discapacitats. És una coproducció entre Argentina, Xile i Uruguai. Es va estrenar mundialment al 77è Festival Internacional de Cinema de Canes el 15 de maig de 2024, on va guanyar el Gran Premi de la Setmana de la Crítica.

## Argument
Simón, de 21 anys, s'uneix a un grup de joves discapacitats en un vessant de muntanya assolat pel vent. El grup està en pelegrinatge. Immediatament accepten a les seves files el Simón, que no té discapacitat, i es fa amic de Pehuen. El caràcter de Simón comença a canviar a través de les seves experiències amb els joves. Gradualment, es crea una nova identitat i accepta l'oferta de Pehuen d'entrenar-se per obtenir una targeta de discapacitat oficial. Això li permetria quedar-se amb el grup i rebre ajudes estatals regulars.
Quan imita aquests patrons de comportament davant de la seva mare i el seu xicot, l'anomenen "idiota". La seva família veu cada cop més a Simón com a tossut i poc cooperador. La seva vida es complica quan la noia discapacitada Colo s'enamora d'ell i espera una relació amorosa.
Al final de la pel·lícula, Simón se sotmet a una avaluació psiquiàtrica per part de les autoritats per obtenir una targeta de discapacitat.

## Repartiment
- Lorenzo Ferro com a Simón
- Kiara Supini com a Colo
- Pehuen Pedre com a Pehuen
- Laura Nevole com a mare de Simón
- Agustin Toscano com a Agustin
- Camila Hirane

## Producció
La pel·lícula està inspirada en la pròpia experiència del director treballant com a ajudant de professor en una escola de teatre per a persones amb discapacitat. Va ser allà on Luis va conèixer l'aspirant a actor Pehuen Pedre, que es va oferir a fer-li de tutor per a l'examen de discapacitat. Luis el va seleccionar per interpretar un mentor del protagonista Simón.
Patricio Álvarez Casado va produir a través del cinema per a 20/20 Films (Argentina), en coproducció amb Planta Producciones (Xile) i Mother Superior (Uruguai).

## Llançament
La pel·lícula va ser seleccionada per ser projectada a la competició principal de la secció Setmana de la Crítica del 77è Festival Internacional de Cinema de Canes, on es va estrenar mundialment el 15 de maig de 2024.
L'empresa Luxbox, amb seu a París, va adquirir els drets de venda internacional de la pel·lícula.

## Resposta crítica
Al lloc web agregador de ressenyes Rotten Tomatoes, el 86% de les 14 ressenyes de la crítica són positives, amb una puntuació mitjana de 6,9/10

## Premis i nominacions
| Llista de premis i nominacions | Llista de premis i nominacions                    | Llista de premis i nominacions              | Llista de premis i nominacions | Llista de premis i nominacions | Llista de premis i nominacions |
| Any                            | Organització                                      | Categoria                                   | Nominat/a(s)                   | Resultat                       | Ref(s)                         |
| ------------------------------ | ------------------------------------------------- | ------------------------------------------- | ------------------------------ | ------------------------------ | ------------------------------ |
| 2024                           | Festival de Cinema de Canes                       | Càmera d'Or                                 | Federico Luis                  | Nominat                        | [ 6 ]                          |
| 2024                           | Festival de Cinema de Canes                       | Gran premi de la Setmana de la Crítica      | Federico Luis                  | Guanyador                      | [ 6 ]                          |
| 2024                           | Festival Internacional de Cinema de Munic         | Millor pel·lícula revelació internacional   | Simón de la montaña            | Guanyador                      | [ 7 ]                          |
| 2024                           | Festival de Cinema de Lima                        | Millor pel·lícula                           | Simón de la montaña            | Guanyador                      | [ 8 ]                          |
| 2024                           | Festival de Cinema de Lima                        | Menció honorífica                           | Simón de la montaña            | Guanyador                      | [ 8 ]                          |
| 2024                           | Festival de Cinema de Lima                        | Millor actor                                | Lorenzo Ferro                  | Guanyador                      | [ 8 ]                          |
| 2024                           | Santiago Festival Internacional de Cine           | Millor pel·lícula                           | Simón de la montaña            | Nominat                        | [ 9 ]                          |
| 2024                           | Santiago Festival Internacional de Cine           | Millor actor                                | Lorenzo Ferro                  | Guanyador                      | [ 9 ]                          |
| 2024                           | Festival Internacional de Cinema de Sant Sebastià | Horizontes latinos                          | Simón de la montaña            | Nominat                        | [ 10 ]                         |
| 2024                           | Premis Cóndor de Plata                            | Millor opera prima                          | Simón de la montaña            | Guanyador                      | [ 11 ]                         |
| 2024                           | Premis Cóndor de Plata                            | Millor actor                                | Lorenzo Ferro                  | Nominat                        | [ 11 ]                         |
| 2024                           | Premis Cóndor de Plata                            | Millor actor de repartiment                 | Pehuén Pedre                   | Nominat                        | [ 11 ]                         |
| 2024                           | Premis Cóndor de Plata                            | Revelació masculina                         | Pehuén Pedre                   | Nominat                        | [ 11 ]                         |
| 2024                           | Premis Cóndor de Plata                            | Millor fotografia                           | Marcos Hastrup                 | Nominat                        | [ 11 ]                         |
| 2024                           | Premis Cóndor de Plata                            | Millor direcció de càsting                  | Alexia Salguero                | Nominat                        | [ 11 ]                         |
| 2025                           | Premis Platino                                    | Millor opera prima de ficció iberoamericana | Simón de la montaña            | Nominat                        | [ 12 ]                         |